# Molat (naselje)
Molat je naselje s pristanom na istoimenskem otoku v Severni Dalmaciji (Hrvaška).
Molat je manjše naselje z okoli 150 prebivalci, ki leži okoli in nad zalivom Lučina na jugozahodni obali otoka.
V zalivu Lučina so trije pomoli. Z izgradnjo zadnjega, največjega okoli 60 m dolgega pomola, ob katerem pristaja trajekt, se je povečalo število privezov za manjša plovila. Na novem pomolu stoji svetilnik, ki oddaja svetlobni signal: R Bl 3s. Zaliv je odprt samo za jugozahodne vetrove in je eno boljših zaklonišč pred udari burje na Jadranu. V kraju je možno najeti turistične sobe in apartmaje.

## Demografija
| Pregled števila prebivalcev po letih | Pregled števila prebivalcev po letih | Pregled števila prebivalcev po letih | Pregled števila prebivalcev po letih | Pregled števila prebivalcev po letih | Pregled števila prebivalcev po letih | Pregled števila prebivalcev po letih | Pregled števila prebivalcev po letih | Pregled števila prebivalcev po letih | Pregled števila prebivalcev po letih | Pregled števila prebivalcev po letih | Pregled števila prebivalcev po letih | Pregled števila prebivalcev po letih | Pregled števila prebivalcev po letih | Pregled števila prebivalcev po letih |
| ------------------------------------ | ------------------------------------ | ------------------------------------ | ------------------------------------ | ------------------------------------ | ------------------------------------ | ------------------------------------ | ------------------------------------ | ------------------------------------ | ------------------------------------ | ------------------------------------ | ------------------------------------ | ------------------------------------ | ------------------------------------ | ------------------------------------ |
| 1857                                 | 1869                                 | 1880                                 | 1890                                 | 1900                                 | 1910                                 | 1921                                 | 1931                                 | 1948                                 | 1953                                 | 1961                                 | 1971                                 | 1981                                 | 1991                                 | 2001                                 |
| 400                                  | 420                                  | 409                                  | 466                                  | 560                                  | 546                                  | 546                                  | 504                                  | 467                                  | 424                                  | 335                                  | 247                                  | 135                                  | 114                                  | 96                                   |